# Česká Kamenice
Česká Kamenice (niem. Böhmisch Kamnitz) − miasto w Czechach, w kraju usteckim. Według danych z 31 grudnia 2003 powierzchnia miasta wynosiła 3 876 ha, a liczba jego mieszkańców 5 475 osób.

## Demografia
| Rok             | 1970  | 1980  | 1991  | 2001  | 2003  |
| --------------- | ----- | ----- | ----- | ----- | ----- |
| Liczba ludności | 5 477 | 5 585 | 5 646 | 5 492 | 5 475 |

Źródło: Czeski Urząd Statystyczny